# Digulleville
Digulleville est une ancienne commune française du département de la Manche et la région Normandie, à l'ouest de Cherbourg-en-Cotentin, peuplée de 246 habitants.
Depuis le 1er janvier 2017, elle fait partie de la nouvelle commune de La Hague et a le statut de commune déléguée.

## Géographie

### Localisation
Située sur la pointe de la Hague, le territoire est borné par le havre de Plainvic que baigne la Manche, les communes d'Omonville-la-Petite à l'ouest, avec le lit de la rivière Sainte-Hélène, d'Omonville-la-Rogue à l'est, et d'Herqueville et Beaumont-Hague au sud, sur les hauteurs de Raumarais.
Les communes limitrophes sont Beaumont-Hague, Herqueville, Omonville-la-Petite et Omonville-la-Rogue.

## Urbanisme
La commune est constituée d'un « village-rue » (la rue Désert) et de hameaux dispersés.

## Toponymie
Le nom de la localité est attesté sous les formes Digulevilla en 1163, Deguleville, Digulvilla vers 1175, Deguillevilla vers 1200, Digoillevilla en 1203.
Il s'agit d'une formation médiévale tardive en -ville (élément issu du gallo-roman VILLA « domaine rural », lui-même du latin villa rustica « grand domaine rural »), précédé du nom de personne Decuil d’origine gaélique,. Littéralement, « la ferme, le domaine rural de Decuil »,, ou « de Dicuil ».

## Histoire

### Préhistoire
Les premières occupations sur le territoire de la commune sont très anciennes. Plusieurs foyers de combustion en forme de fosse à pierres chauffées datant de 4700 ans av. J.-C. ont été découverts près de Jardeheu. Raumarais, où se tient désormais l'usine de retraitement de la Hague et l'Andra, abritait également deux sites datant du début du Mésolithique moyen (foyer en cuvette, poterie, petits grattoirs de silex…), probable station d'habitat saisonnier lors des campagnes de chasse ou de pêche.

### Protohistoire
Au XIXe siècle ont été recensés dix tumuli de l'âge du bronze sur le territoire (neuf au hameau des Asselins et dans les Monts, une aux Sablons), mais des recherches plus récentes ont permis d'en écarter sept comme étant des formations rocheuses naturelles. De l'âge du bronze date également le Hague-Dick, qui longe une partie de la commune, même s'il a pu être réemployé plus tardivement. Des fouilles dans l'anse de la Gravette enfin ont révélé des foyers importants de l'âge du fer et la découverte de pièces de bronze témoignent d'une implantation celtique antérieure à la Guerre des Gaules. La légende d'Équinandra (voir ci-dessous), druidesse unelle, liée au rocher d'Esquina dans la baie d'Écuty, évoque le souvenir de cette époque. En 1966, fut découvert à la pointe de Jardeheu, dans le limon, les corps d'un jeune couple enlacé datant de plusieurs milliers d'années. La tête de la femme reposait contre la poitrine de son compagnon.

### Antiquité
Un village gallo-romain aurait été installé près de Plainvic. Certains auteurs font de Digulleville le centre de Coriallo, cité des Unelles mentionnée dans l'Itinéraire d'Antonin. En effet, en l'absence de traces, Coriallo pourrait être, non pas une ville mais plusieurs hameaux couvrant la pointe de la Hague, protégés par la Hague-Dick, entre Éculleville et Omonville-la-Petite ce que conteste l'historien Robert Lerouvillois. Quoi qu'il en soit, en 1823, à la suite de travaux agricoles réalisés par un certain Lagalle, il fut découvert un ensemble de figurines romaines qui aurait été enfoui dans les années 50 et 150. Le lot partiellement représenté sur une lithographie de Pierre Langlumé, imprimeur à Cherbourg, publiée en 1825, ne nous est pas parvenu dans son intégralité ; de nombreux éléments ont disparu. Ce dépôt, l'un des plus importants du Cotentin, composé notamment de figurines en terre ou en bronze souvent utilisées comme offrandes, n'a malheureusement pas pu être localisé précisément, et laisse suggérer de la présence d'un sanctuaire romain encore inconnu sur la commune de Digulleville.

### Moyen Âge
L'église, dédiée à Paterne, évêque d'Avranches, avait pour patron le prieur de Vauville, qui percevait les deux tiers des produits, à l'exception des menues offrandes, le troisième tiers allant au curé.

### Temps modernes
Le territoire de la paroisse, partagé entre les fiefs nobles de Fontenay et de Mélinde, acquis par les Jallot aux XVIe et XVIIe siècles, est parsemé de plusieurs fermes-manoirs, propriétés des nobles des environs. Le manoir d'Ouville appartient aux comtes d'Aigneaux, la Chesnaye et Rantot à la famille Jallot, seigneurs et comtes de Beaumont. Leur frère, le chevalier de Rantot, corsaire et contrebandier, fait construire la ferme de la Basmonterie comme repaire. Le manoir des Gruberts est propriété de la famille du Bosq, dont un membre, Nicolas du Bosq, seigneur des Gruberts, fut général de Louis XIV.
En 1567, Michel Le Pelley, écuyer, sieur de Digulleville, est taxé pour ce fief de 40 solz dans le rôle des nobles et roturiers, au titre du ban et de l'arrière ban de la vicomté de Coutances, réalisé par Gilles Dancel, seigneur d'Audouville, lieutenant général du bailli de Cotentin, tenu à Coutances les 20-22 octobre. Le fief de Digulleville, également connu sous le nom de fief de Mélinde, qui valait un tiers de fief de haubert, relevait du fief de Vauville.
Le plateau du Haut-Marais accueille au XVIIIe siècle un village de tisserands, confectionnant du droguet.

### Époque contemporaine
En janvier 1915, alors que les phares sont éteints à cause de la guerre, l'Astrée s'échoue sur les rochers de la Coque.

## Politique et administration

### Liste des maires
| Période                                  | Période       | Identité                | Étiquette | Qualité                  |
| ---------------------------------------- | ------------- | ----------------------- | --------- | ------------------------ |
| Les données manquantes sont à compléter. |               |                         |           |                          |
| 1817                                     | novembre 1856 | Jacques François Gauvin |           |                          |
| 1856                                     | 1870          | Joseph Néel             |           |                          |
| 1870                                     | 1875          | Aubert Paris            |           |                          |
| 1875                                     | 1879          | Joseph Néel             |           |                          |
| 1879                                     | 1908          | Jacques Lecostey        |           |                          |
| 1908                                     | 1914          | Charles Paris           |           |                          |
| 1914                                     | 1919          | Alphonse Paris          |           | Adjoint faisant fonction |
| 1919                                     | 1939          | Jean Lecostey           |           |                          |
| 1939                                     | 1941          | Pierre Hamelin          |           |                          |
| Les données manquantes sont à compléter. |               |                         |           |                          |
| 1944                                     | mai 1953      |                         |           | Agriculteur              |
| mai 1953                                 | mars 1971     | Bernardin Bigot         |           | Menuisier                |
| mars 1971                                | décembre 2016 | Jacques Hamelin         | SE        | Agriculteur retraité     |

Le conseil municipal était composé de onze membres dont le maire et trois adjoints.

### Liste des maires délégués
| Période      | Période      | Identité        | Étiquette | Qualité              |
| ------------ | ------------ | --------------- | --------- | -------------------- |
| janvier 2017 | juillet 2020 | Jacques Hamelin | SE        | Agriculteur retraité |
| juillet 2020 | En cours     | Louis Cranois   |           | Agriculteur retraité |

### Tendances politiques et résultats
Si la vie politique municipale est stable, les scores du Front national ont explosé dans les scrutins, passant de 2,88 % aux européennes de 2009, à 30,08 % aux départementales de 2015.

## Population et société
Les habitants de la commune sont appelés les Digullevillais.

### Démographie
L'évolution du nombre d'habitants est connue à travers les recensements de la population effectués dans la commune depuis 1793. À partir du 1er janvier 2009, les populations légales des communes sont publiées annuellement dans le cadre d'un recensement qui repose désormais sur une collecte d'information annuelle, concernant successivement tous les territoires communaux au cours d'une période de cinq ans. 
Pour les communes de moins de 10 000 habitants, une enquête de recensement portant sur toute la population est réalisée tous les cinq ans, les populations légales des années intermédiaires étant quant à elles estimées par interpolation ou extrapolation. Pour la commune, le premier recensement exhaustif entrant dans le cadre du nouveau dispositif a été réalisé en 2006,.
En 2021, la commune comptait 246 habitants, en évolution de −13,68 % par rapport à 2015 (Manche : +0,44 %, France hors Mayotte : +2,49 %).
Digulleville a compté jusqu'à 781 habitants en 1831.
| 1793 | 1800 | 1806 | 1821 | 1831 | 1836 | 1841 | 1846 | 1851 |
| ---- | ---- | ---- | ---- | ---- | ---- | ---- | ---- | ---- |
| 656  | 725  | 727  | 755  | 781  | 726  | 706  | 609  | 600  |

| 1856 | 1861 | 1866 | 1872 | 1876 | 1881 | 1886 | 1891 | 1896 |
| ---- | ---- | ---- | ---- | ---- | ---- | ---- | ---- | ---- |
| 532  | 548  | 564  | 532  | 515  | 436  | 432  | 418  | 402  |

| 1901 | 1906 | 1911 | 1921 | 1926 | 1931 | 1936 | 1946 | 1954 |
| ---- | ---- | ---- | ---- | ---- | ---- | ---- | ---- | ---- |
| 361  | 380  | 341  | 269  | 259  | 241  | 237  | 237  | 210  |

| 1962 | 1968 | 1975 | 1982 | 1990 | 1999 | 2006 | 2011 | 2016 |
| ---- | ---- | ---- | ---- | ---- | ---- | ---- | ---- | ---- |
| 194  | 179  | 173  | 185  | 230  | 248  | 297  | 287  | 281  |

| 2019 | - | - | - | - | - | - | - | - |
| ---- | - | - | - | - | - | - | - | - |
| 257  | - | - | - | - | - | - | - | - |

### Cultes
Le territoire communal est rattaché à la paroisse catholique du Bienheureux Thomas Hélye de la Hague, au sein du doyenné de Cherbourg-Hague. L'unique lieu de culte est l'église Saint-Paterne, qui accueille une messe à l'occasion de la fête patronale, la Saint-Paterne, traditionnellement célébrée deux semaines après Pâques.
Le saint patron traditionnel de la commune est Paterne d'Avranches.

## Économie
Digulleville a bénéficié des retombées de taxe professionnelle dues à l'implantation sur sa zone industrielle, de nombreuses entreprises sous-traitantes de l'usine de retraitement de la Hague, ainsi qu'à l'extension de l'usine d'Areva (UP3) en 1991, et plus accessoirement au centre de stockage de la Manche de l'Andra.
La zone industrielle est gérée par la chambre de commerce et d'industrie de Cherbourg-Cotentin. Une trentaine d'entreprises y sont présentes.
On relève aussi la présence d'un atelier de chaudronnerie nucléaire, à l'origine (1977) ACPP (Ateliers de constructions du Petit parc), puis Manoir ACPP (groupe Manoir Industries), depuis 2021 Fives Nordon ACPP. Il emploie 162 personnes pour un chiffre d'affaires de 15,3 M€ (2019).

## Culture locale et patrimoine
La commune est un village fleuri (deux fleurs) au concours des villes et villages fleuris.

### Lieux et monuments
- Grands corps de fermes et demeures seigneuriales : manoirs du Boscq des XVIIe – XVIIIe siècles et de Douville du XVIIe siècle, fermes-manoirs de Rantôt du XVIIe siècle, du Grand-Bel du XVIIIe siècle, de la Chesnaye des XVIIe – XVIIIe siècles, de la Basmonterie ou Bas-Monterie du XVIIe siècle repère du corsaire Rantot, de Bel Mignot du XVIIe siècle, du Pont Durand du XVIIe siècle et de la Haizette du XVIe siècle avec deux tourelles carrées d'escalier sur la façade nord.
- Église Saint-Pair ou Paterne des XIIe – XVIIIe siècles, clocher XIIIe siècle et avant-porche. D'origine romane, elle a longtemps caché derrière ses plâtres un retable en trompe-l'œil (ou « retable des pauvres »), peint en 1785, redécouvert au hasard d'une restauration deux siècles plus tard. À l'époque, les finances ne permettaient pas de vrais marbres et sculptures que l'on a donc peints à même le mur. Vers 1830, on cache les peintures avec un vrai retable en bois, puis en marbre. Il a été restauré en 1985. Elle abrite également un bénitier du XVIIe, les groupes sculptés saint Joseph et l'Enfant Jésus et Notre-Dame de La Salette avec deux enfants du XIXe[27].
- Croix de cimetière du XVIIe siècle, croix de chemin du XVIIe siècle.
- Sémaphore de Jardeheu, sur la pointe du même nom, datant de 1860 et désarmé en 1984. Racheté par la commune, il a été aménagé en gîte.
- Le Hague-Dick, ouvrage fortifié barrant la pointe de la Hague, inscrit au titre des monuments historiques le 10 mai 1988[28], est en partie situé sur Digulleville.
- Cascade de la Brasserie. Elle est issue du ruisseau de Sainte-Hélène qui alimente en eau le hameau de la Brasserie situé au sud de la commune.
- Ancien moulin à vent sur pivot.
- Lavoir et pigeonnier.

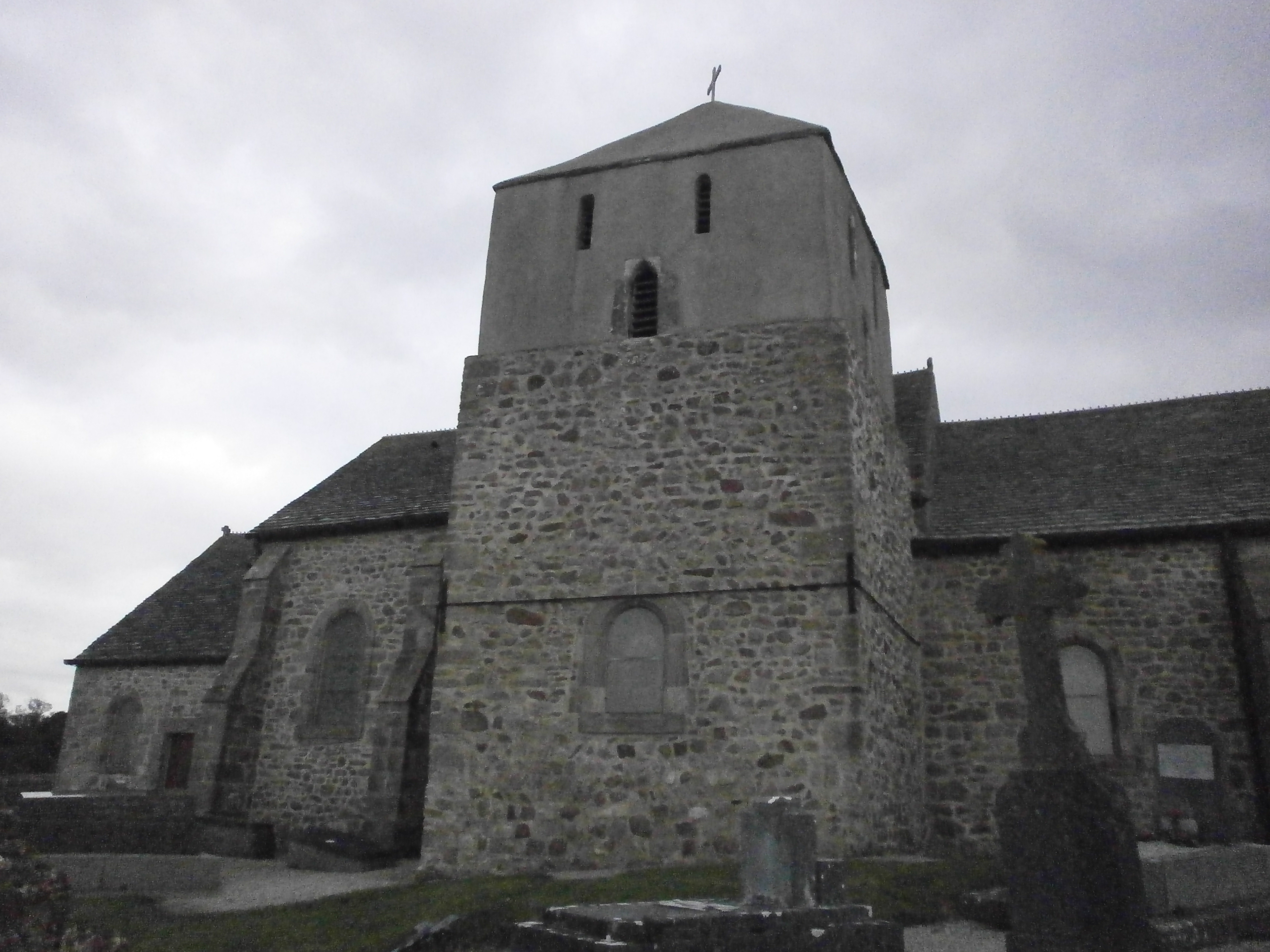
L'église Saint-Paterne.
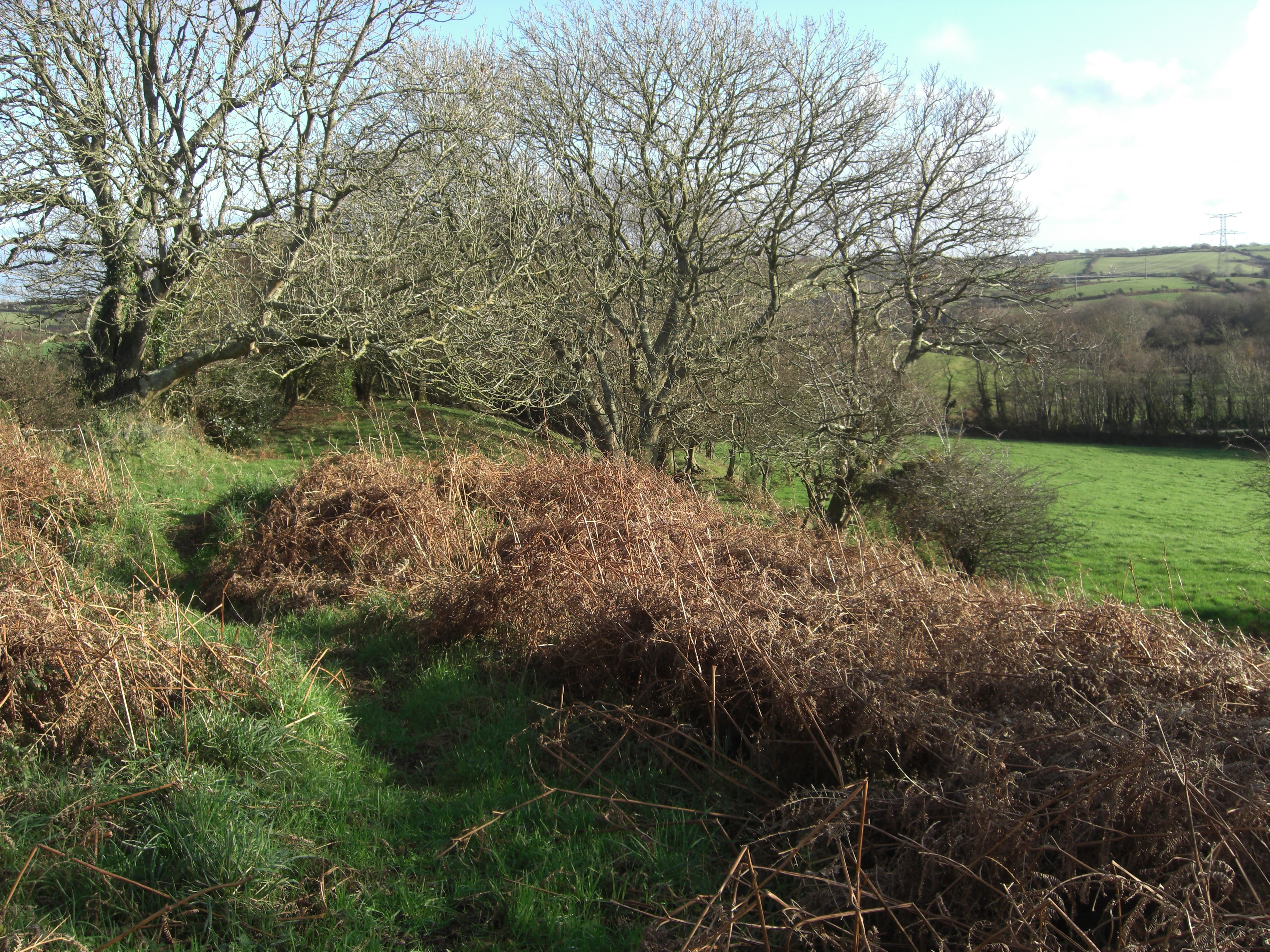
Le Hague-Dick.
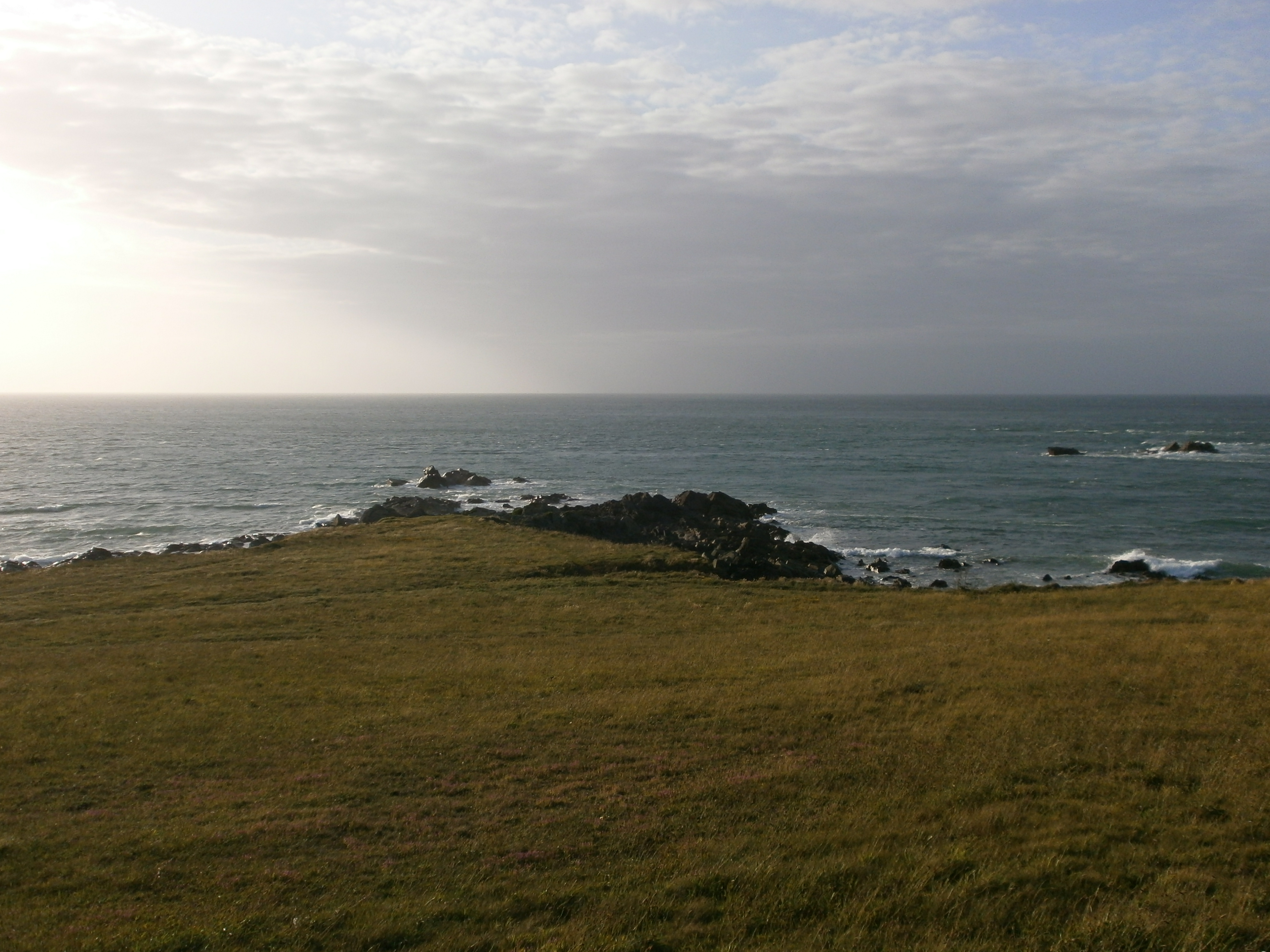
La pointe de Jardeheu.
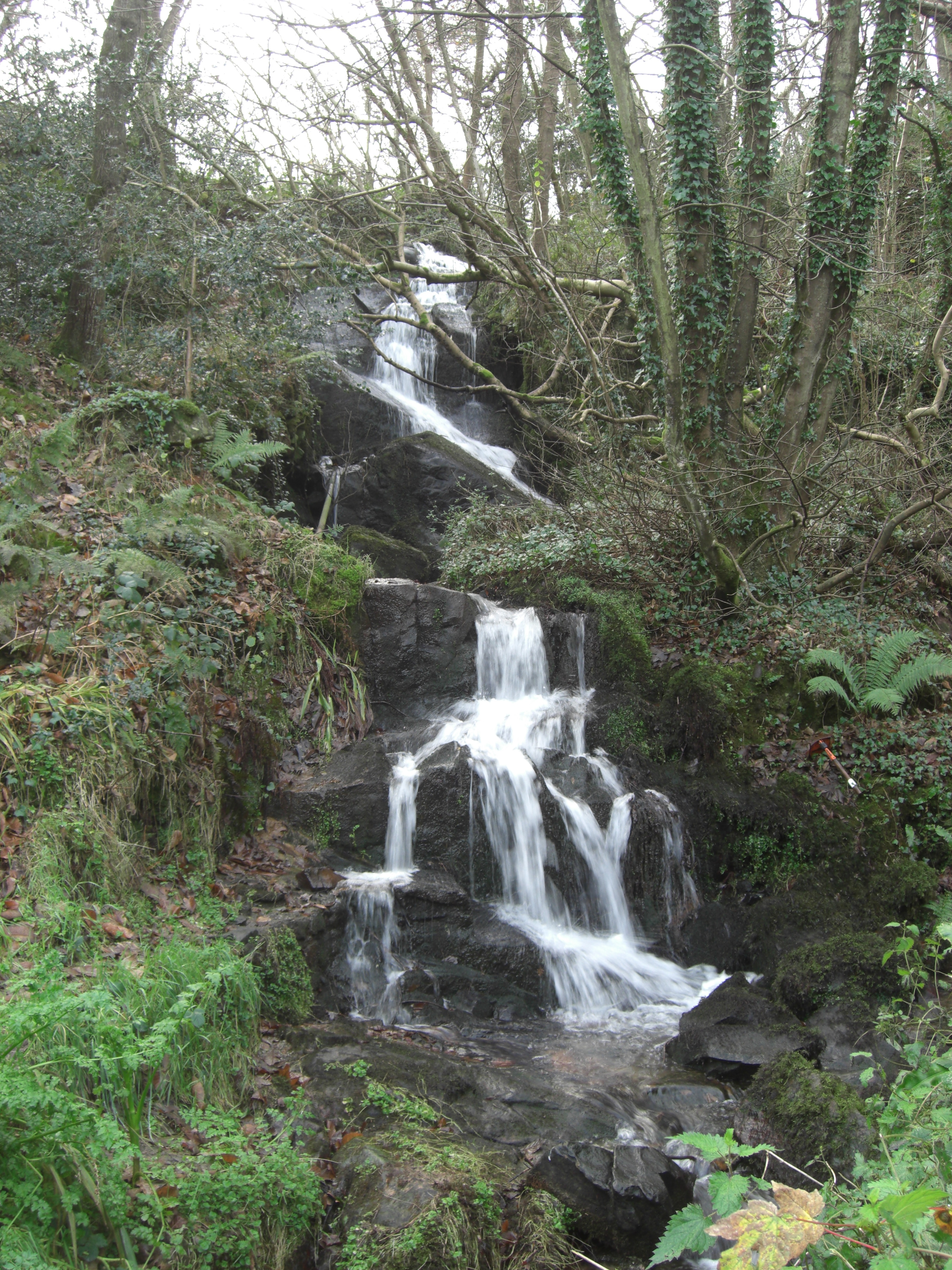
Cascade Sainte-Hélène.

### Patrimoine culturel
En 2005, la commune accueille le tournage du film Le Passager de l'été de Florence Moncorgé-Gabin.

#### La légende d'Équinandra

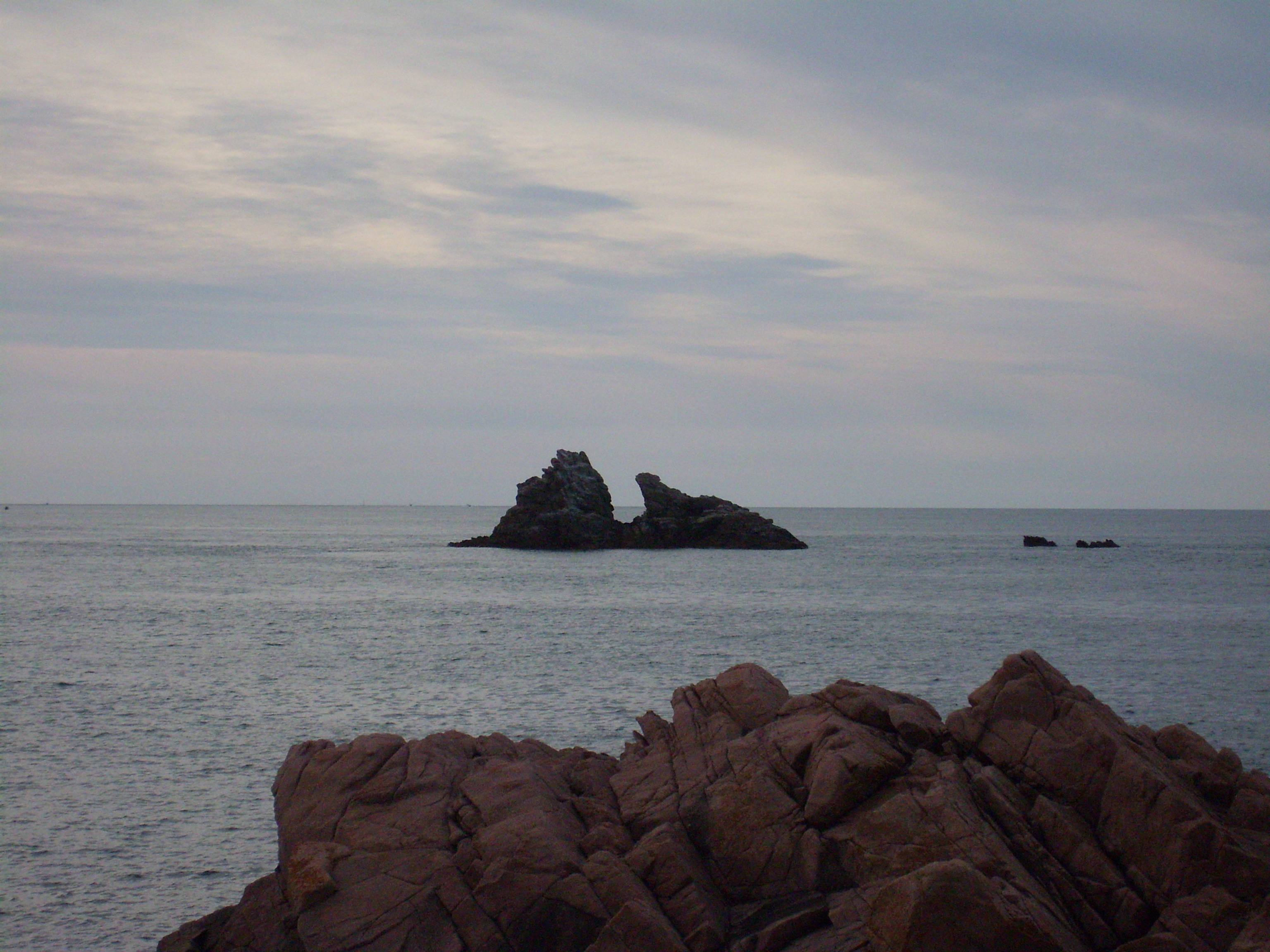
Le rocher d'Esquina, en forme de lion, qui vieille sur l'emplacement légendaire du tombeau.

En 56 av. J.-C., les légions romaines envahissent le Cotentin. Malgré la résistance des Unelles, les troupes de Jules César avancent, et les Gaulois, retranchés dans la Hague décident de sacrifier, par la main de la jeune druidesse Équinandra, le plus jeune enfant de la tribu, celui de leur chef, Viridovix. Mais ce sacrifice est vain, ils subissent une nouvelle défaite. Viridorix furieux d'avoir perdu la bataille finale et son enfant, se venge sur Clodomir, époux de la prêtresse, blessé durant les combats, en le faisant agoniser toute une nuit sous les yeux d'Équinandra, par l'administration de feuilles vénéneuses sur les blessures.
Au petit matin, désespérée par la douloureuse mort de son époux, Équinandra demande à son père, le druide Vindulos, de l'enterrer vivante auprès de celui qu'elle aimait, au bout de la baie d'Écuty. Le rocher qui deviendra maritime par l'érosion des vagues, Esquina, garde depuis la trace dans son nom.

### Personnalités liées à la commune
- Guillaume de Digulleville (Digulleville, 1295 - après 1358), moine cistercien, prieur de l'abbaye de Chaalis et poète.
- Nicolas du Bosq (Digulleville, 1638 - 1709), sieur des Gruberts, général de brigade des mousquetaires noirs sous Louis XIV, emporté par un boulet lors de la bataille de Malplaquet.
- Nicolas de Lesdo(s) de la Rivière († 1715), seigneur de Digulleville, capitaine dès 1678 au régiment de Normandie puis major à partir de janvier 1690, reçu chevalier de l'Ordre royal et militaire de Saint-Louis le 3 mars 1700, inspecteur-général de l'infanterie pour la Normandie en juin 1702, puis brigadier en 1703. Il refusa, en 1701, de quitter ce régiment de Normandie, où il servait depuis trente-cinq ans, pour remplacer Guiscard à l'ambassade de Stockholm, et fut chargé en 1702 de discipliner les milices de Normandie. Propriétaire du château du Faÿ, il y meurt le 26 octobre 1715[30].
- Henri Robert Jallot de Beaumont (vers 1654-1720), dit Chevalier de Rantôt (du nom d'une ferme manoir de Digulleville occupée par Pierre, son frère), seigneur de Saint-Martin (Omonville-la-Petite), corsaire et fraudeur de la fin du XVIIe siècle, qui habitait la ferme de la Basmonterie.
- Bon Lepesqueur (Digulleville, 1846 - 1921). Dessinateur de la Marine à Cherbourg, il devient chroniqueur en langue normande dans Le Phare de la Manche. Il est l'auteur de nombreuses chansons en normand, dont Le Cordounyi, La Batterie de Serasin, Le Chendryi, La Parcie, Le Fisset… Il signait aussi P. Lepesqueux, Bounin Polidor ou P. Lecacheux.
- William Didier-Pouget (1864 - Digulleville, 1959), peintre paysagiste.